# Seldischnoplura seldeni
Genre
Espèce
Seldischnoplura seldeni, unique représentant du genre Seldischnoplura, est une espèce éteinte d'araignées mygalomorphes de la famille des Dipluridae.

## Distribution
Cette espèce a été découverte dans la formation Crato dans le Ceará au Brésil. Elle date du Crétacé.

## Publication originale
- (en) Raven, Jell & Knezour, 2015 : Edwa maryae gen. et sp. nov. in the Norian Blackstone Formation of the Ipswich Basin – the first Triassic spider (Mygalomorphae) from Australia. Alcheringa, vol. 39, no 2, p. 259–263.